# Peter Finch
Peter Finch (ur. 28 września 1916 w Londynie, zm. 14 stycznia 1977 w Los Angeles) – brytyjski aktor teatralny i filmowy.
Urodził się jako Frederick George Peter Ingle-Finch w Londynie w Wielkiej Brytanii. W dzieciństwie mieszkał we Francji, Indiach i Australii. Dorastał w Sydney.
Karierę teatralną rozpoczął w 1935. Pracował również w radiu, przed kamerą zadebiutował w 1938 w filmie Tata i Dave przybyli do miasta (ang. Dad and Dave Come to Town). Jego pierwszym brytyjskim filmem był Eureka Stockade (1949). Związany był z zespołem teatralnym Laurence Oliviera.
Hollywoodzki debiut miał miejsce w 1950 w filmie A Town Like Alice.
Zmarł pięć dni po premierze swojego ostatniego filmu Atak na Entebbe (Raid On Entebbe) w którym wcielił się w postać Icchaka Rabina. Pośmiertnie przyznano mu Nagrodę Akademii (Oscar) dla najlepszego aktora w 1977 za rolę w filmie Sieć (ang. Network, 1976). Otrzymał również pięć nagród Brytyjskiej Akademii Filmowej.
Wiele źródeł podaje, że jego prawdziwe nazwisko brzmiało William Mitchel, nie jest to jednak prawdą. Informacja ta ma związek z jego aresztowaniem w Rzymie z powodu pijaństwa; w celu ochrony swojej reputacji zawodowej podał fałszywe dane. Stało się to powodem późniejszych przypuszczeń, że jest to jego prawdziwe nazwisko.

## Filmografia
- 1938  Tata i Dave przybyli do miasta (Dad and Dave Come to Town)
- 1939 Mr. Chedworth Steps Out
- 1941 The Power and the Glory
- 1944 Szczury Tobruku (The Rats of Tobruk), Czerwone niebo o poranku (Red Sky at Morning)
- 1946 Syn się narodził (A Son Is Born)
- 1949 Train of Events, Eureka Stockade
- 1950 The Miniver Story, Drewniany koń (The Wooden Horse)
- 1952 Historia Robin Hooda i jego wesołej kompanii (The Story of Robin Hood and His Merrie Men)
- 1953 The Heart of the Matter, Historia Gilberta i Sullivana (The Story of Gilbert and Sullivan)
- 1954 Ojciec Brown (Father Brown), Elephant Walk
- 1955 Josephine and Men, Make Me an Offer, Passage Home, Simon and Laura, The Dark Avenger
- 1956 Bitwa o ujście rzeki, A Town Like Alice
- 1957 Windom’s Way, Robbery Under Arms, The Shiralee
- 1959 Historia zakonnicy, Operation Amsterdam
- 1960 Proces Oskara Wilde’a (The Trials of Oscar Wilde), Porwany (Kidnapped)
- 1961 No Love for Johnn, The Sins of Rachel Cade
- 1963 In the Cool of the Day
- 1964 Pierwszy człowiek na Księżycu (First Men in the Moon), Dziewczyna z zielonymi oczami (Girl with Green Eyes), Zjadacz dyń (The Pumpkin Eater)
- 1965 Start Feniksa (The Flight of the Phoenix)
- 1966 10:30 P.M. Summer, Judith
- 1967 Z dala od zgiełku (Far from the Madding Crowd)
- 1968 The Legend of Lylah Clare
- 1971 Ta przeklęta niedziela (Sunday, Bloody Sunday), Czerwony namiot (Krasnaja pałatka)
- 1972 Coś do ukrycia (Something to Hide)
- 1973 Anglia stworzyła mnie (England Made Me), A Bequest to the Nation, Lost Horizon
- 1974 Abdykacja (The Abdication)
- 1976 Sieć (Network)
- 1977 Atak na Entebbe (Raid On Entebbe) jako Icchak Rabin

## Nagrody
- Nagroda Akademii Filmowej 1977: Sieć (najlepszy aktor pierwszoplanowy, pośmiertnie)